# Брюс-Джой, Альберт
Альберт Брюс-Джой (англ. Albert Bruce-Joy; 21 августа 1842, Дублин — 22 июля 1924, Хейзлмир, Суррей) — британский ирландский скульптор.

## Биография

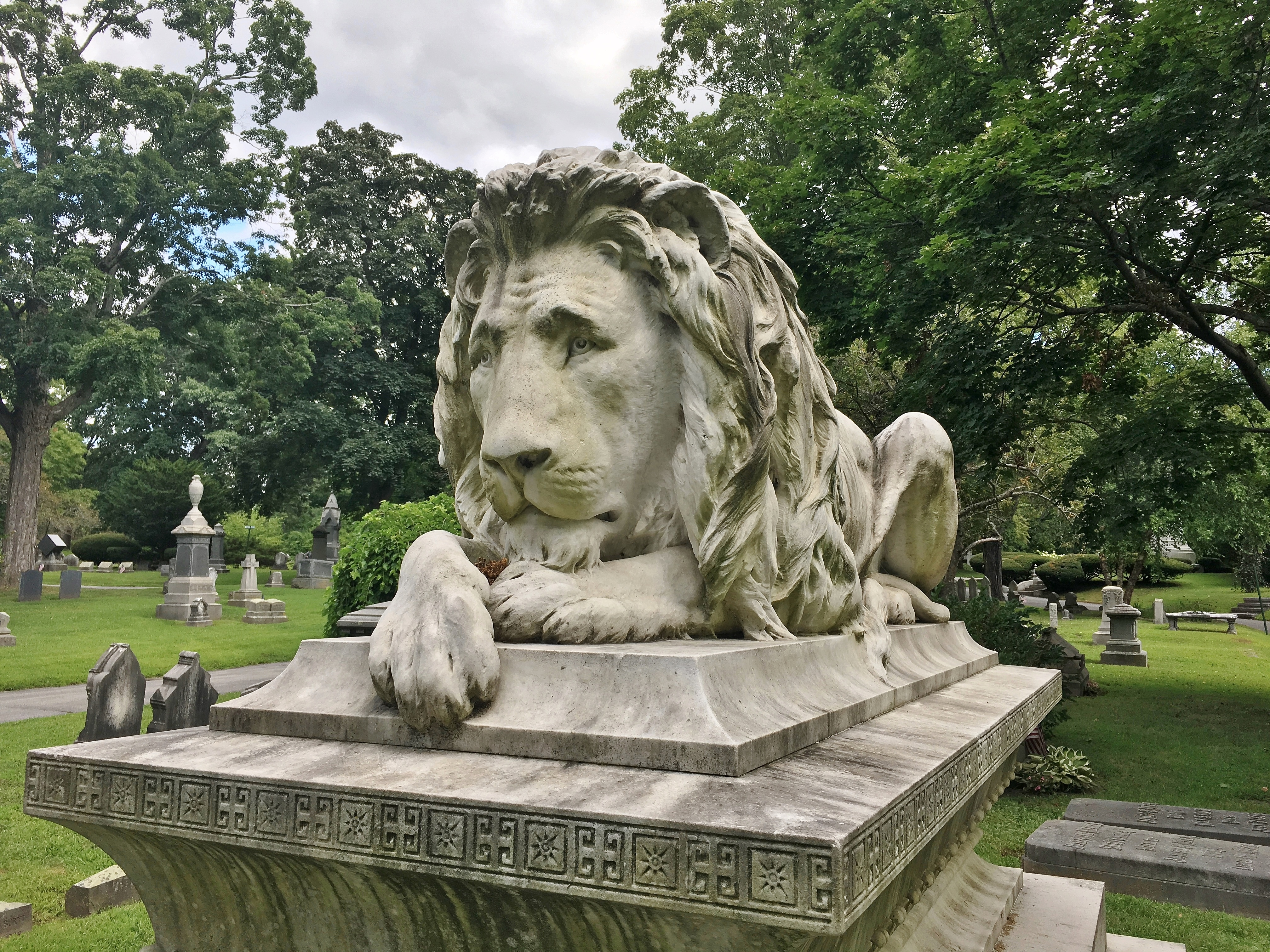
Надгробие в форме льва, возлежащего на саркофаге на кладбище в городе Лоуэлл, штат Массачусетс

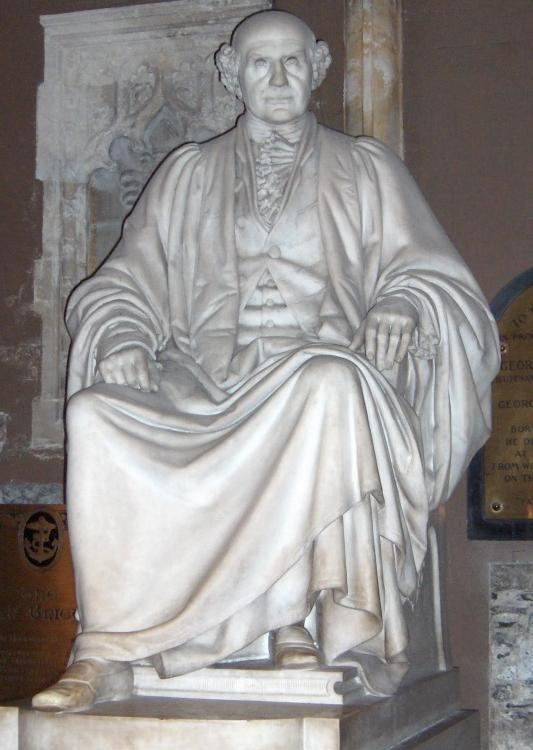
Статуя лорда-верховного судьи Ирландии Роберта Уайтсайда, Собор Святого Патрика (Дублин)

Родился в 1842 году в Дублине в семье, возводившей свои корни к гугенотам, бежавшим из Франции и поселившимся в ирландском графстве Антрим в 1612 году. Сын материально успешного врача Уильяма Брюса Джоя и брат художника Джорджа Джоя. 
Первоначально, по требованию отца, Альберт получил основательное образование в Королевском колледже Лондона, однако, став взрослым человеком, решил всецело посвятить себя скульптуре. Оставшись в Лондоне, он стал учеником Джона Генри Фоли, а затем поступил в Королевскую академию художеств. 
С 1866 года Брюс-Джой выставлял свои работы в Академии, а в 1867 году для завершения образования отправился в Рим, откуда вернулся около 1870 года.
В 1874 году скончался Фоли, первый учитель Брюса-Джоя, с которым он поддерживал дружеские завершения. За некоторое время до этого Фоли получил заказ оформить четырьмя скульптурами фасад Королевского колледжа врачей в Дублине. Из этих скульптур он выполнил только три, а четвертую — статую Роберта Джеймса Грейвса, вместо него выполнил Брюс-Джой.
Хорошо зарекомендовав себя благодаря этой статуе, Брюс-Джой в дальнейшем получал много заказов на памятники, которые и сегодня можно увидеть в Манчестере, Ливерпуле, Лондоне и других местах. 
Для дублинского собора Святого Патрика Брюс-Джой выполнил статую лорда-верховного судьи Ирландии Роберта Уайтсайда.
Созданное Брюсом-Джоем надгробие в виде льва, возлежащего на саркофаге-кенотафе пересекло Атлантический океан и сегодня находится на кладбище в городе Лоуэлл, в американском штате Массачусетс. 
Три мраморных бюста работы Брюса-Джоя входят в состав собрания Музея Виктории и Альберта в Лондоне.
Скончался скульптор в 1924 году в Хейзлмире, графство Суррей.

## Галерея

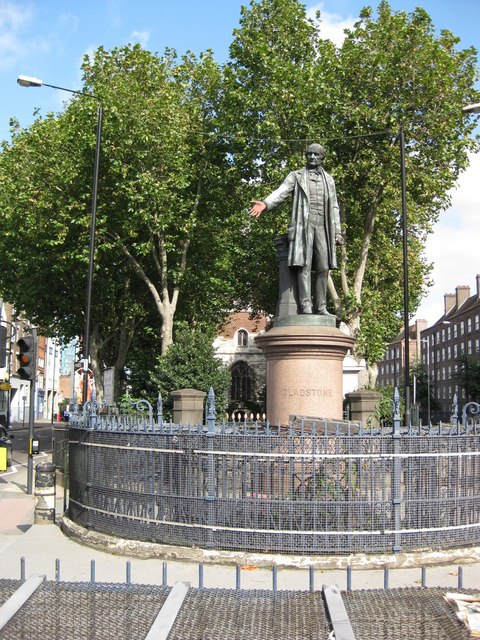
Памятник Уильяму Гладстону, Лондон
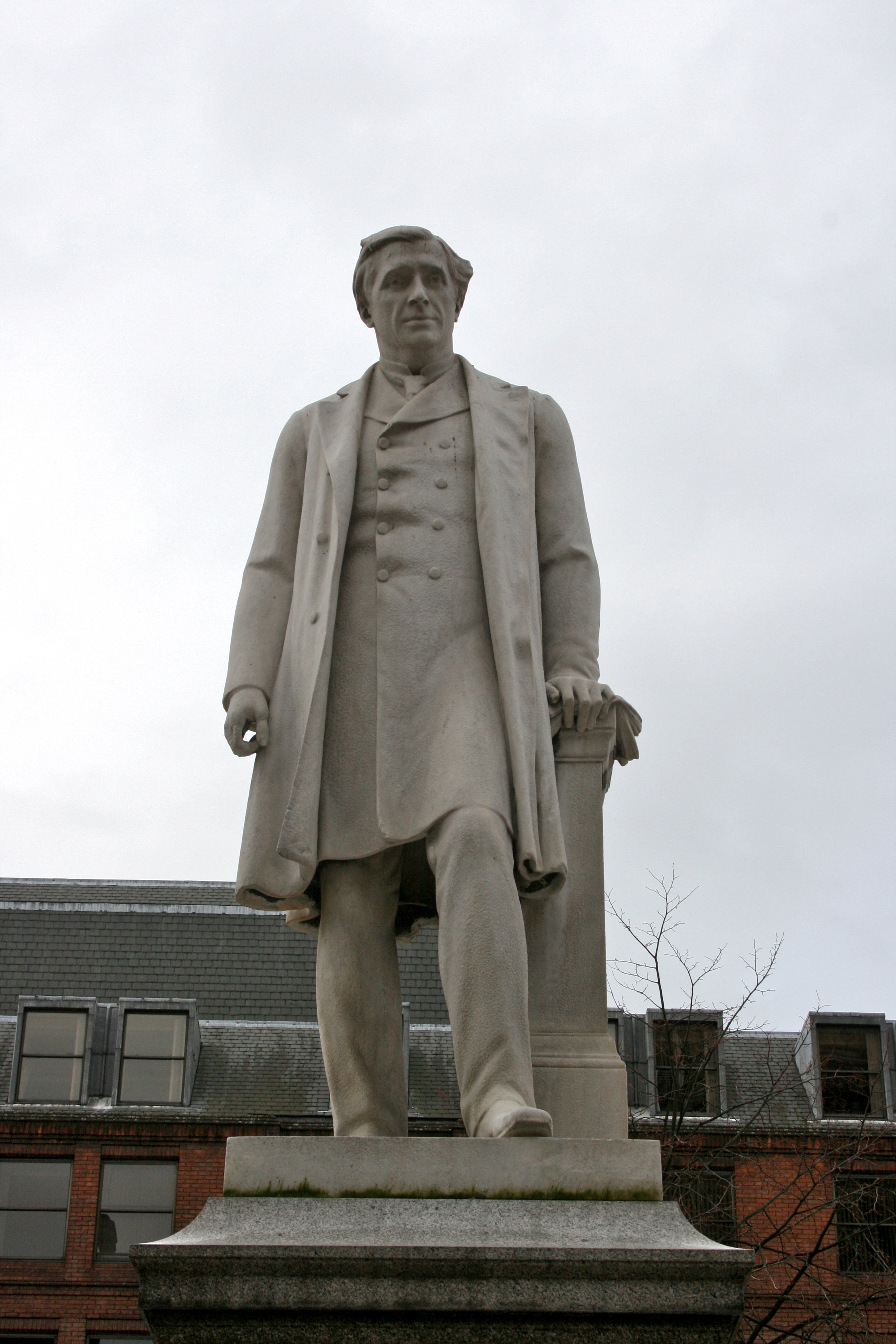
Памятник меценату Оливеру Хейвуду, Манчестер
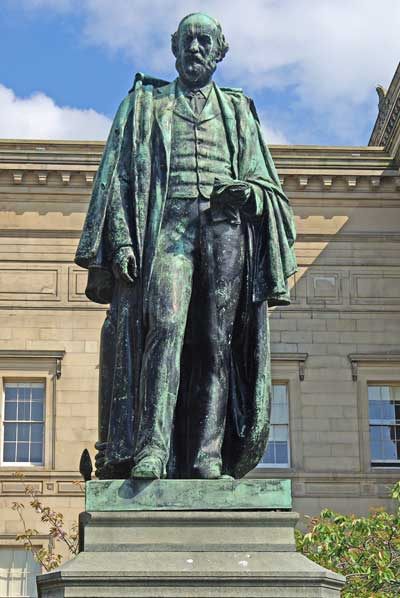
Памятник cудостроителю и меценату Александру Бальфуру, Ливерпуль